# Manréza
A Manréza egy jezsuita lelkigyakorlatos ház. Az első magyar Manrézát 1927-ben hozták létre a budapesti Zugligetben, majd ezt az épületet a szerzetesrendek magyarországi feloszlatásakor, 1950-ben államosították. A rendszerváltás után a jezsuiták Dobogókőn jutottak egy épületegyütteshez, amit ugyancsak Manrézának neveztek el. Szintén a Manréza címet kapta a magyarországi jezsuiták egyik, ma már nem élő folyóirata is. A Manréza név a spanyolországi Manresa nevéből származik, ahol Loyolai Szent Ignác a Lelkigyakorlatok című könyvét megírta.

## Története
Az első magyar Manrézát 1927-ben hozták létre a budapesti Zugligetben (a mai II. kerületi Labanc utca 57. alatt). A későbbi lelkigyakorlatos ház és noviciátus öt holdas telkét báró Csölicsné birtokából vásárolta meg a jezsuita közösség az 1920-as évek elején, az építkezést Csávossy Elemér tartományfőnök rendelte el, Bernhardt Győző műépítész tervei alapján. Az alapkövet annak 1926-os letételekor Zichy Gyula érsek áldotta meg, ahol Bangha Béla hitszónok mondott ünnepi beszédet. Elsőként a kápolna épült meg, ezt 1928. június 29-én szentelte fel Szmrecsányi Lajos egri érsek, majd elkészült az összesen 54 lakrész is. A harangokat 1930. június 3-án szentelte fel Breyer István győri püspök.
A szerzetesrendek magyarországi feloszlatásakor az épületet államosították. A kommunista rezsim bukása után a jezsuiták Dobogókőn kaptak helyette épületeket, és ezt az épületegyüttest szintén Manrézának nevezték el.

## Az azonos című folyóirat
Ugyancsak a Manréza címet kapta az eredeti lelkigyakorlatos ház időszaki értesítője. Évente négyszer jelent meg 1928 szeptembere és 1944 októbere közt és összesen 60 számot ért meg. Felelős szerkesztői kezdetben Jámbor László és Révay Tibor voltak, a felelős kiadó Révay. 1931-től Sághy Imre vette át ezt a munkát, a kiadók és a nyomdák változtak. A folyóirat ma már nem jelenik meg.

## A Manréza neves lakói
- Bangha Béla
- Kölley György
- Vácz Jenő
- Mustó Péter